# Cagle-tarajosteknős
A Cagle-tarajosteknős (Graptemys caglei) a teknősök (Testitudines) rendjébe és a mocsáriteknős-félék (Emydidae) családjába tartozó faj.

## Elterjedése, élőhelye
Az Amerikai Egyesült Államok területén honos, édesvizek lakója.

## Megjelenése
A hím testhossza 6-10 centiméter, a nőstény nagyobb, eléri a 10-17 centiméter.

## Életmódja
Természetes élőhelyén a nőstények csigákkal és rovarokkal, míg a hímek rovarokkal és lárváikkal táplálkoznak. Előfordul, hogy kérget, vagy füvet is elfogyaszt.

## Szaporodása
Víz közelében, évente 3 fészekaljt rak, egyenként 1-6 tojással. A hőmérséklet döntő fontosságú az utódok nemének meghatározásában: 28 °C alatt hímek, míg 30,5 °C fölött nőstények kelnek ki.